# Pyrrhura albipectus
Il parrocchetto collobianco (Pyrrhura albipectus Chapman, 1914) è un uccello della famiglia degli Psittacidi. Questa specie, di taglia attorno ai 24 cm, è affine al P. melanura; da quest'ultimo si differenzia per il petto bianco privo di scagliature e per la zona periauricolare color arancio. Vive nelle foreste primarie del sud-est dell'Ecuador, a un'altitudine tra i 1400 e i 1800 metri di quota.